# نبرد پلوزیوم (۵۲۵ پیش از میلاد)
نبرد پلوزیوم (انگلیسی: Battle of Pelusium) در ماه مه ۵۲۵ پ.م. و میان کمبوجیه دوم هخامنشی و پسامتیک سوم از دودمان بیست‌وششم مصر در منطقه پلوزیوم، مصر رخ داد. در این رزم هخامنشیان پیروز شدند و مصر ضمیمه شاهنشاهی هخامنشی گردید.
در ابتدا کوروش بزرگ به فکر حمله به مصر افتاد ولی رسیدگی به امور شمال شرق و شرق امپراتوری این فرصت را به او نداد که به مصر حمله کند. پس از کوروش بزرگ، پسرش کمبوجیه که به حکومت رسید نقشه تسخیر مصر را در سر کشید، بنا به گفته هرودوت به نقل از تاریخ نگاران مصری در کتاب تاریخ خود نوشته‌است کمبوجیه دختر امازیس، فرعون مصر را خواسته، اما او به جای دختر خودش، دختر فرعون قبلی مصر را به او می‌دهد که پس از مدتی آن دختر راز خود را به کمبوجیه فاش کرده گفته‌است من دختر آپریسم، به همین دلیل کمبوجیه تصمیم به حمله به مصر می‌کند.
کمبوجیه تصمیم می‌گیرد که از خشکی به مصر حمله کند به همین خاطر سفیری را نزد فرمانروای عربستان فرستاده و او اجازه این کار را به کمبوجیه داد .امازیس فرعون مصر می‌میرد و پسرش پسامتیک سوم (فسمتیخ) که توانایی مقاومت در برابر کمبوجیه را نداشته‌است جانشین او می‌شود، سپس سپاه ایران از کویر می‌گذرد و به شاخه اول رود نیل از سمت مشرق قرار دارد می‌رسد. جنگ سختی آغاز می‌شود و به هر دو طرف تلفات بسیاری وارد می‌شود، ولی مصریان وادار به تسلیم می‌شوند و این که پس از شکست با بی‌نظمی به سوی ممفیس پایتخت مصر باستان می‌گریزند. در پایان کمبوجیه پس از تسخیر ارگ (قلعه) منفیس کمبوجیه پسامتیخ سوم  را دوباره حاکم مصر کرد ولی به دلیل شورشی که ایجاد کرده کشته شد.